# Buron (village)
Pour les articles homonymes, voir Buron (homonymie).
Buron est un hameau français, réparti sur le territoire des communes de Saint-Contest, Cairon, dans le département du Calvados.
En 1944, le village connaît de lourds combats entre les troupes canadiennes et allemandes entre le Débarquement le 6 juin et la libération du village le 8 juillet, dans le cadre de l'opération Charnwood, aboutissant à la libération de Caen.

## Géographie
Buron est situé à 6 km nord-ouest de Caen, à l'intersection entre la route reliant Caen à Creully et Arromanches-les-Bains et celle reliant Douvres-la-Délivrande à Carpiquet et l'ouest de Caen.

## Histoire
Buron possédait un château construit vraisemblablement vers la fin du XVIIIe siècle.
Pendant la Seconde Guerre mondiale, le village est une position stratégique sur la route entre la côte et l'aérodrome de Carpiquet. Buron et ses abords sont protégés par les Allemands au cours du printemps 1944 par des champs de mines et un fossé antichar.
Le 6 juin, la 3e division canadienne débarque à Juno Beach à 15 km au nord de Buron ; la 9e brigade a pour objectif du Jour-J de s'emparer de l'aérodrome ou, en cas de résistance, de se fixer à Buron. Aucun de ces objectifs n'est atteint le 6 juin au soir, les Canadiens étant arrêtés dans leur avance à hauteur de Villons-les-Buissons.
Le 7 juin au matin, après avoir repoussé à une contre-offensive allemande, les régiments des North Nova Scotia Highlanders et du Sherbrooke Fusiliers Regiment (27e régiment blindé) s'emparent de Buron vers 11h50. Continuant à avancer vers Authie et Carpiquet, l'avant-garde est violemment prise à partie entre Buron et Authie par la 12e panzerdivision SS Hitlerjugend arrivée pendant la nuit. Après de violents affrontements entre chars canadiens et allemands, Buron est repris par les Allemands dans l'après-midi avant de repasser aux Canadiens qui évacuent finalement à la tombée du jour pour se retrancher à aux Buissons. Les Canadiens ont perdu 302 hommes et 21 chars, revendiquant la destruction de 31 panzers. 20 soldats canadiens prisonniers par les SS sont fusillés dans les jardins de l'Abbaye d'Ardenne, où le colonel Kurt Meyer (commandant la division le 14 juin, après la mort du général Fritz Witt) avait établi son poste de commandement.
Le village est réoccupé par les Allemands au soir du 8 juin. Pendant les jours suivants, plusieurs plans sont élaborés pour reprendre Buron mais aucun n'est mis en œuvre,. Pendant un mois, la zone est régulièrement la cible d'échanges d'artillerie. Le 11 juin, la population civile de Buron est évacuée vers Saint-Contest puis Venoix.
Dans le cadre de l'Opération Charnwood lancée le 7 juillet pour libérer Caen, la 9e brigade a à nouveau l'ordre de forcer Buron pour s'emparer de l'aérodrome de Carpiquet. Le 8 juillet, l'attaque du régiment Highland Light Infantry of Canada, appuyé par le Sherbrooke Fusiliers, est précédée par un violent barrage d'artillerie. Les Canadiens entrent dans Buron dans la matinée mais les combats durent jusqu'à la nuit contre les hommes et les chars de Meyer,. Les pertes canadiennes atteignent ce jour-là 262 hommes et les combats de Bloody Buron (Buron la sanglante) constituent l'engagement le plus meurtrier pour le Highland Light Infantry de toute la guerre.
L'honneur de bataille The Orne (Buron) a été décerné aux Royal Highland Fusiliers et aux Stormont, Dundas and Glengarry Highlanders.